# Démographie d'Andorre
Andorre compte 85 708 habitants au recensement de 2018, pour une densité de population de 183 hab./km2.

## Nationalités
Les Andorrans sont en minorité dans leur pays puisqu'ils ne représentent que 36,6 % de la population en 2007. Plusieurs facteurs peuvent expliquer ce pourcentage particulièrement bas.
D'une part, Andorre est située dans une zone isolée et a toujours eu une faible densité de population. Or, dans les années 1960, le statut de paradis fiscal du pays a entraîné un développement du secteur tertiaire, qui, couplé au développement des stations de ski et du tourisme a nécessité une croissance démographique. Celle-ci fut fournie par l'immigration, principalement espagnole puis plus tardivement et dans une moindre mesure portugaise. La santé économique du pays a ensuite entretenu cette immigration.
D'autre part, l'Andorre a été tout au long du XXe siècle très restrictive dans l'octroi de la nationalité andorrane aux immigrés et à leurs descendants. En effet, en raison de la Loi sur l'acquisition de la nationalité (ley de adquisición de la nacionalidad) en vigueur de 1939 à 1995, les seules personnes pouvant obtenir la nationalité andorrane étaient celles nées en Andorre d'un père ayant la nationalité andorrane et résidant dans le pays. Cette loi était par ailleurs considérée comme discriminatoire envers les femmes puisque les enfants de mère andorrane et de père étranger se voyaient refuser la nationalité andorrane, alors que les enfants de père andorran et de mère étrangère l'obtenaient.
Pendant les années 1980 et le début des années 1990, la population possédant la nationalité andorrane a atteint son pourcentage le plus bas, ne dépassant pas les 20 %. En 1993, 82,3 % de la population du pays n'avait pas la nationalité andorrane.
En 1995 entre en vigueur une nouvelle loi sur l'acquisition de la nationalité, également très restrictive. Elle permet toutefois à ceux qui sont nés en Andorre d'acquérir la nationalité andorrane si l'un des deux parents est né dans le pays et y a sa résidence principale ou si un des deux parents peut justifier d'une résidence permanente dans le pays pendant les dix-huit ans précédant la naissance (réduction à dix ans lors d'une modification en 2004). Enfin, peuvent aussi demander la nationalité les personnes ayant vécu dans le pays pendant plus de 25 ans (seuil abaissé à 20 ans en 2004) à condition de réussir un « examen d'intégration » qui permet de démontrer leurs connaissances en catalan et en culture, histoire, institutions et traditions andorranes. Ils doivent également renoncer à leur nationalité antérieure. À la suite de cela, la proportion de citoyens de nationalité andorrane a augmenté à la fin des années 1990 pour atteindre le seuil actuel de 36 %.
|             | 1965  | 1970   | 1975   | 1985   | 1990   | 1995   | 2000   | 2005   | 2010   | 2015   | 2018   | 2021   |
| ----------- | ----- | ------ | ------ | ------ | ------ | ------ | ------ | ------ | ------ | ------ | ------ | ------ |
| Andorre     | 4 963 | 6 167  | 7 926  | 7 082  | 8 414  | 10 881 | 13 654 | 25 467 | 30 441 | 36 132 | 37 144 | 36 697 |
| Espagne     | 7 849 | 11 913 | 15 497 | 23 423 | 25 972 | 28 556 | 28 521 | 26 073 | 27 476 | 17 512 | 19 131 | 18 737 |
| Portugal    |       |        |        | 1 425  | 2 251  | 6 853  | 6 981  | 6 729  | 13 519 | 9 261  | 9 175  | 9 193  |
| France      | 571   | 1 036  | 2 056  | 2 510  | 3 688  | 4 662  | 4 423  | 4 334  | 5 200  | 2 834  | 3 339  | 3 199  |
| Royaume-Uni |       |        |        | 477    | 827    | 1 089  | 923    | 944    | 1 058  | 700    | 702    | 690    |
| Argentine   |       |        |        |        | 77     | 127    | 163    | 167    | 673    | 533    | 728    | 642    |
| Philippines |       |        |        |        |        |        |        |        |        | 395    | 458    | 426    |
| Italie      |       |        |        |        |        |        |        |        |        | 348    | 445    | 408    |
| Maroc       |       |        |        |        |        |        |        |        |        | 378    | 383    | 375    |
| Allemagne   |       |        |        | 177    | 331    | 331    | 338    | 358    | 384    | 208    | 208    | 215    |
| Chili       |       |        |        |        |        |        |        |        |        | 168    | 204    | 176    |

## Évolution démographique
Le pays d'Andorre a connu jusqu'en 2010 une importante hausse de sa population qui a conduit à une urbanisation sans précédent.
| Année | Population | Naissances | Taux natalité | Taux fécondité | Nbre de décès | Taux mortalité | Taux de variation naturelle (‰) |
| ----- | ---------- | ---------- | ------------- | -------------- | ------------- | -------------- | ------------------------------- |
| 1950  | 6 176      |            |               |                |               |                |                                 |
| 1955  | 6 189      |            |               |                |               |                |                                 |
| 1960  | 8 392      |            |               |                |               |                |                                 |
| 1965  | 13 583     |            |               |                |               |                |                                 |
| 1970  | 19 545     |            |               |                |               |                |                                 |
| 1975  | 26 558     |            |               |                |               |                |                                 |
| 1980  | 35 460     |            |               |                |               |                |                                 |
| 1985  | 44 596     | 557        |               |                |               |                |                                 |
| 1990  | 54 507     | 628        | 11,9          |                |               |                |                                 |
| 1995  | 63 859     | 702        | 11,0          |                |               |                |                                 |
| 2000  | 65 844     | 698        | 11,3          |                |               |                |                                 |
| 2005  | 78 549     | 828        | 10,7          |                | 276           | 3,6            | 7,1                             |
| 2010  | 70 290     | 828        | 11,78         | 1.41           | 239           | 3.4            | 7,0                             |
| 2015  | 71 732     | 659        | 9.19          | 1.23           |               | 3.93           |                                 |
| 2016  | 73 105     | 634        | 8.67          | 1.19           |               | 4.24           |                                 |
| 2017  | 74 794     | 588        | 7.86          | 1.13           |               | 4.32           |                                 |
| 2018  | 76 177     | 543        | 7.13          | 1.03           |               | 4.40           |                                 |
| 2019  | 77 543     | 539        | 6.95          | 1.03           | 301           | 3.88           |                                 |
| 2020  | 78 105     | 539        | 6.91          | 1.03           | 419           | 5.37           |                                 |
| 2021  | 79 535     | 503        | 6.32          | 0.97           | 386           | 4.85           |                                 |
| 2022  | 81 588     | 502        | 6.15          | 0.94           | 371           | 4.55           |                                 |
| 2023  | 85 101     |            |               |                |               |                |                                 |

En revanche, le pays enregistre un taux de fécondité très faible qui entraîne un vieillissement rapide de la population et, sauf immigration, pourrait provoquer son déclin.
|                     | 2000 | 2005 | 2010 | 2015 |
| ------------------- | ---- | ---- | ---- | ---- |
| Naissances totales  | 698  | 828  | 828  | 659  |
| Andorre             | 182  | 262  | 280  | 241  |
| Espagne             | 273  | 261  | 220  | 177  |
| Portugal            | 140  | 191  | 206  | 124  |
| France              | 47   | 39   | 25   | 15   |
| Autres nationalités | 56   | 75   | 97   | 102  |

## Structure de la population selon l'âge
- Tranches d'âge

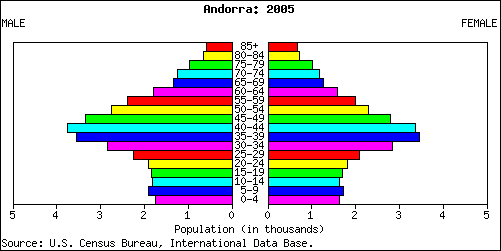
Pyramide des âges en Andorre (2005)

  - 0-14 ans : 14,7 % (hommes : 5 456 ; femmes : 4 994) (Proportions de 2006)
  - 15-64 ans : 71,4 % (hommes : 26 632 ; femmes : 24 172)
  - + 65 ans : 14,0 % (hommes : 4 918 ; femmes : 5 029)
- Âge moyen
  - Total : 39,4 ans
  - Hommes : 39,7 ans
  - Femmes : 39,1 ans

## Répartition par paroisses

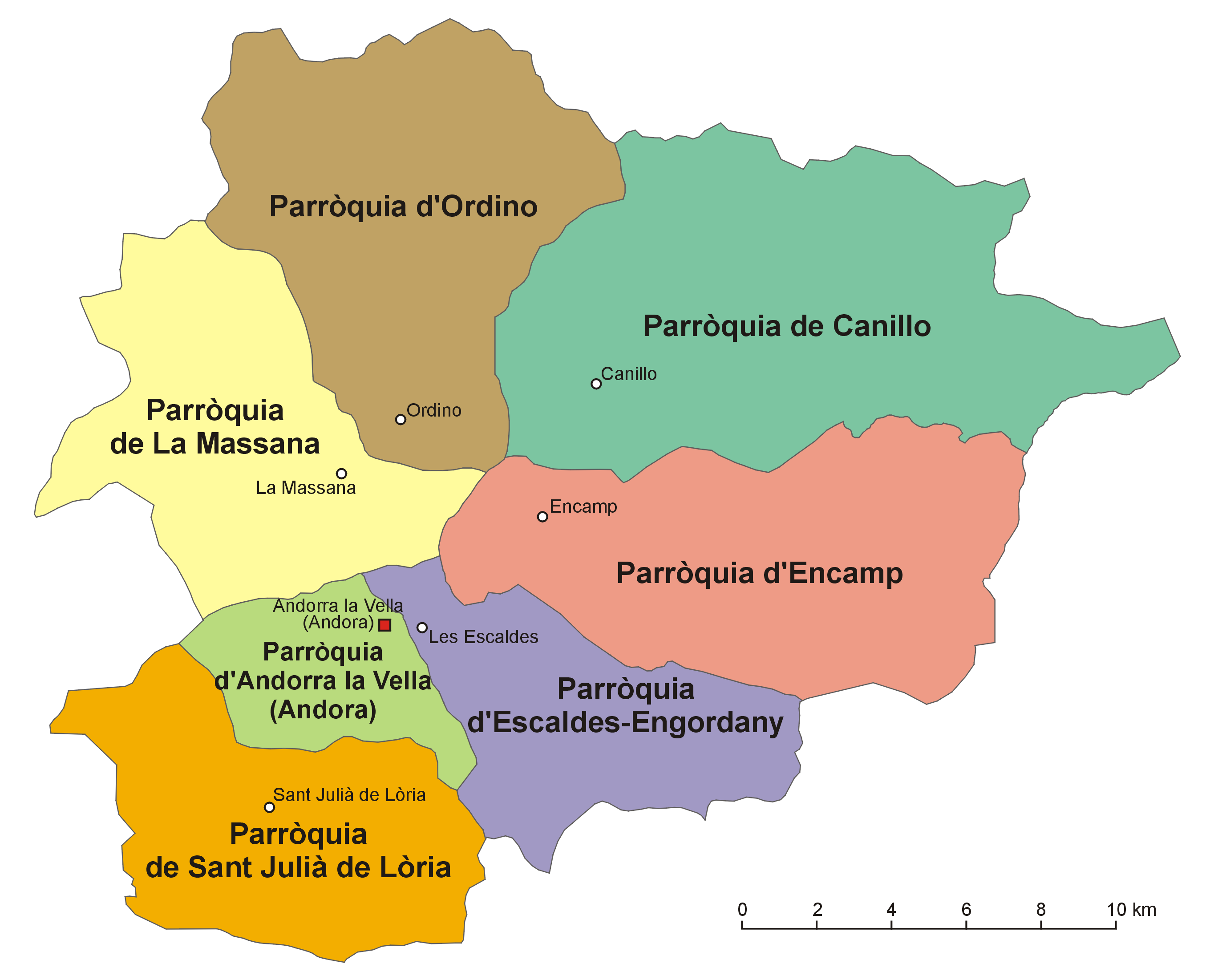
Paroisses d'Andorre

| No. | Paroisse (par ordre protocolaire) | Superficie km² | Population 2005 |
| --- | --------------------------------- | -------------- | --------------- |
| 1   | Canillo                           | 121            | 4.225           |
| 2   | Encamp                            | 74             | 12.924          |
| 3   | Ordino                            | 89             | 3.066           |
| 4   | La Massana                        | 65             | 7.973           |
| 5   | Andorre-la-Vieille (capitale)     | 12             | 22.884          |
| 6   | Sant Julià de Lòria               | 60             | 8.885           |
| 7   | Escaldes-Engordany                | 47             | 16.918          |
|     | Andorre                           | 468            | 76.875          |

## Religion
| Catholicisme romain | 90,1 | Protestantisme   | 2,1 |
| Autres chrétiens    | 1,8  | Autres religions | 0,7 |
| Pas de réponse      | 2,8  | Pas de religion  | 2,5 |

## Autres données
Le catalan est langue officielle, mais vu l'importance de l'immigration, l'espagnol, le français et le portugais sont aussi usités dans la principauté.
Les données suivantes, sauf mention contraire, sont des estimations datant de 2006 :
- Espérance de vie : 83,51 ans (hommes : 80,61 ans ; femmes : 86,61 ans)[26]
- Taux de croissance : 0,89 %[26]
- Taux de mortalité infantile : 4,04 ‰ (2006)[26]
- Taux de fécondité : 1,3 enfant par femme (2006)[26]
- Solde migratoire : 6,47 ‰ (2006)[26]

Religion : Catholicisme  (prédominant)